# Beatrix Kökény
Beatrix Kökény (* 12. März 1969 in Budapest, Ungarn) ist eine ehemalige ungarische Handballspielerin, die dem Kader der ungarischen Nationalmannschaft angehörte.

## Karriere

### Im Verein
Beatrix Kökény begann im Jahr 1981 das Handballspielen in ihrer Geburtsstadt bei Budapesti Építők SC. Mit 17 Jahren debütierte sie in der Erwachsenenmannschaft des Vereins. Mit der Erstligamannschaft gewann sie 1989 erstmals die ungarische Meisterschaft. Weiterhin wurde sie im selben Jahr zur ungarischen Handballerin des Jahres gewählt. Mit Építők verteidigte sie im Folgejahr erfolgreich den Meistertitel. Ab Februar 1991 trat ihre Mannschaft unter den Namen Hargita KC an. Im selben Jahr gewann sie zum dritten Mal die Meisterschaft, stand im Halbfinale des Europapokals der Landesmeister und wurde zum zweiten Mal zur ungarischen Handballerin des Jahres gewählt. 1992 errang sie mit Hargita den ungarischen Pokal.
Kökény wechselte im Jahr 1992 zum Ligakonkurrenten Ferencváros Budapest. Mit Ferencváros gewann sie ab 1993 fünf Mal in Serie den ungarischen Pokal sowie ab 1994 vier Mal in Serie die ungarische Meisterschaft. 1995 wurde sie zum dritten Mal zur ungarischen Handballerin des Jahres gewählt. International stand Kökény mit Ferencváros im Finale des Europapokals der Pokalsieger 1993/94, in dem sie gegen die deutsche Mannschaft TuS Walle Bremen unterlag. Nachdem Kökény im Jahr 2000 nochmals die Meisterschaft gewonnen hatte, errang sie in ihrer letzten Spielzeit als aktive Spielerin den ungarischen Pokal 2001. Bei Ferencváros, für den Kökény insgesamt 423 Spiele bestritt und 1299 Treffer erzielte, wird ihr zu Ehren die Rückennummer 9 nicht mehr vergeben.

### In der Nationalmannschaft
Beatrix Kökény absolvierte 245 Länderspiele für die ungarische Nationalmannschaft, in denen sie 542 Treffer erzielte. Mit der ungarischen Auswahl nahm sie drei Mal an der Weltmeisterschaft, drei Mal an der Europameisterschaft sowie zwei Mal an den Olympischen Spielen teil. Dabei landete sie bei der Weltmeisterschaft 1995 (Silber), bei den Olympischen Spielen 1996 (Bronze), bei der Europameisterschaft 1998 (Bronze), bei den Olympischen Spielen 2000 (Silber) und bei der Europameisterschaft 2000 (Gold) auf den Podiumsplätzen. Nach dem EM-Finale 2000, bei dem sie die Siegestrophäe als Mannschaftskäpitänin in Empfang nahm, beendete sie ihre Länderspiellaufbahn.

### Nach der aktiven Karriere
Kökény blieb Ferencváros nach ihrem Karriereende in anderen Funktionen treu. So übte sie die den Posten als Managerin aus. Weiterhin ist sie noch heute im Verein als Sportdirektorin des Nachwuchszentrums tätig. Auf Verbandsebene trat sie im Jahr 2002 dem Spielerkomitee der Europäischen Handballföderation bei. Ihr wurde das Verdienstkreuz in Silber sowie das Ritterkreuz der Republik Ungarn verliehen. Im Jahr 2023 wurde sie ins Präsidium des ungarischen Handballverbandes gewählt.

## Sonstiges
Ihr Vater József Kökény gewann mit Ferencváros die ungarische Fußballmeisterschaft. Ihr Ehemann ist der ungarische Fechter Géza Imre, den sie bei den Olympischen Spielen kennenlernte. Ihre beiden gemeinsamen Kinder Bence Imre und Szofi Imre spielen ebenfalls Handball.